# Plano Inclinado do Pilar
O Plano Inclinado do Pilar localiza-se no bairro do Pilar, na cidade de Salvador, no estado brasileiro da Bahia. O ascensor liga a Rua do Pilar, na Cidade Baixa, ao bairro de Santo Antônio Além do Carmo, na Cidade Alta.
Um dos quatro ascensores históricos da cidade, funciona de segunda a sexta-feira, das 8 às 16 horas, com tarifa de quinze centavos de real e fluxo de 600 pessoas diariamente.

## História

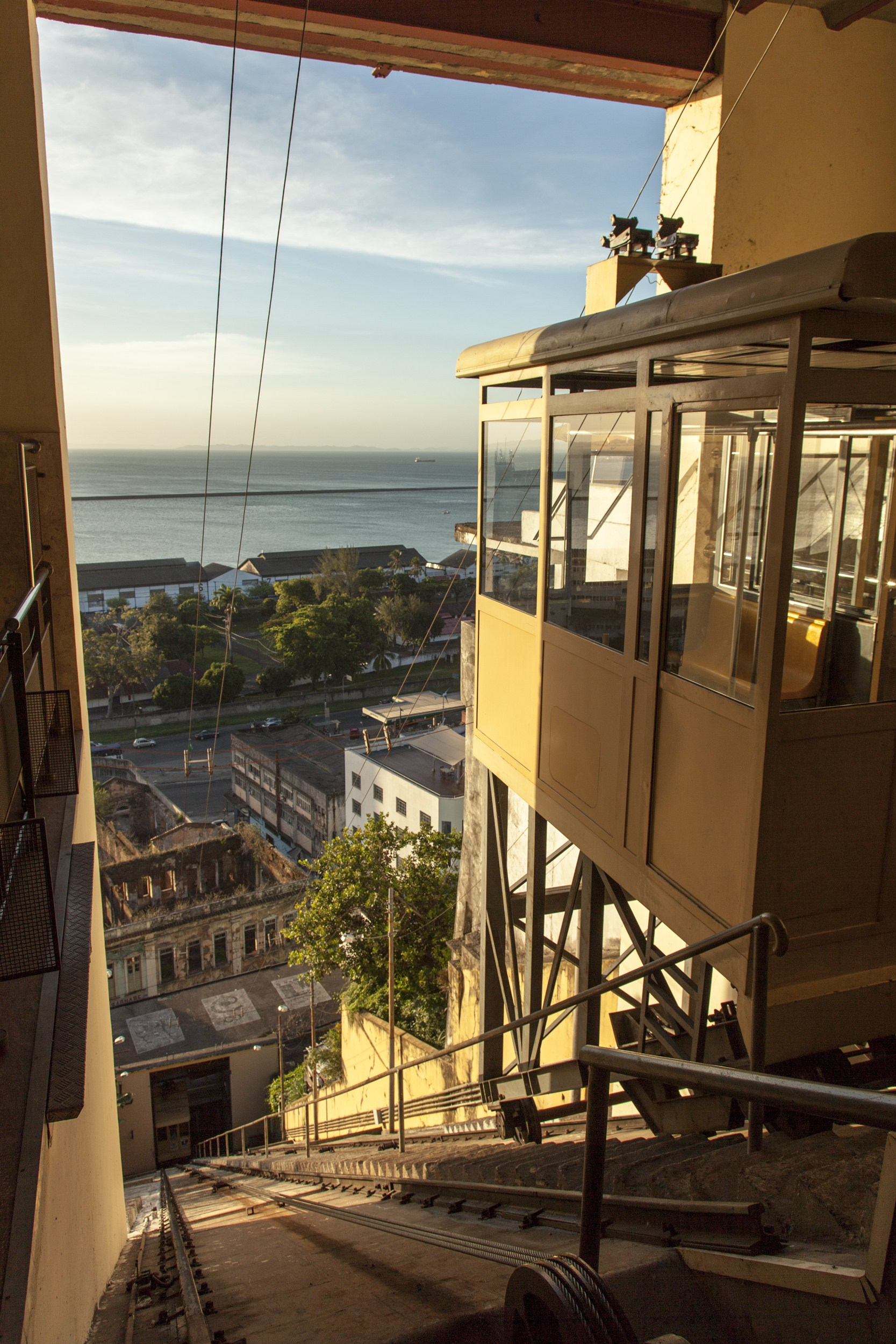
Vista da descida do plano inclinado, a Baía de Todos-os-Santos ao fundo.

O plano inclinado foi construído em 1897, onde já existia o Guindaste dos Carmelitas. Entre 1912 e 1915, a linha foi eletrificada pela empresa Otis, período em que recebeu novos carros, construídos pela empresa estadunidense "Brill", na Filadélfia, e foi removida a cremalheira. Os novos carros tinham pavimento ajustável que acompanhava a inclinação da linha de 83%, segundo aquele fabricante.
A linha foi desativada em 1984, quando transportava três mil passageiros por dia, e as estações e os seus carros passaram a ser habitadas por desabrigados.
A partir de 2005 foi iniciado um projeto de recuperação da linha, que foi completamente refeita. Carros modernos, com capacidade para 20 passageiros (ou 1500 quilogramas) foram instalados, tendo a reinauguração ocorrido a 29 de março de 2006, como parte das comemorações do 457° aniversário da cidade de Salvador. A restauração deu-se no âmbito do projeto do governo estadual Programa de Recuperação do Centro Histórico de Salvador, o qual buscou, a partir de 1992, reverter o processo de decadência do Centro Histórico de Salvador e incluía também a recuperação do Elevador do Taboão, que não foi realizada. O custo total da reforma, à época, foi de dois milhões de reais.

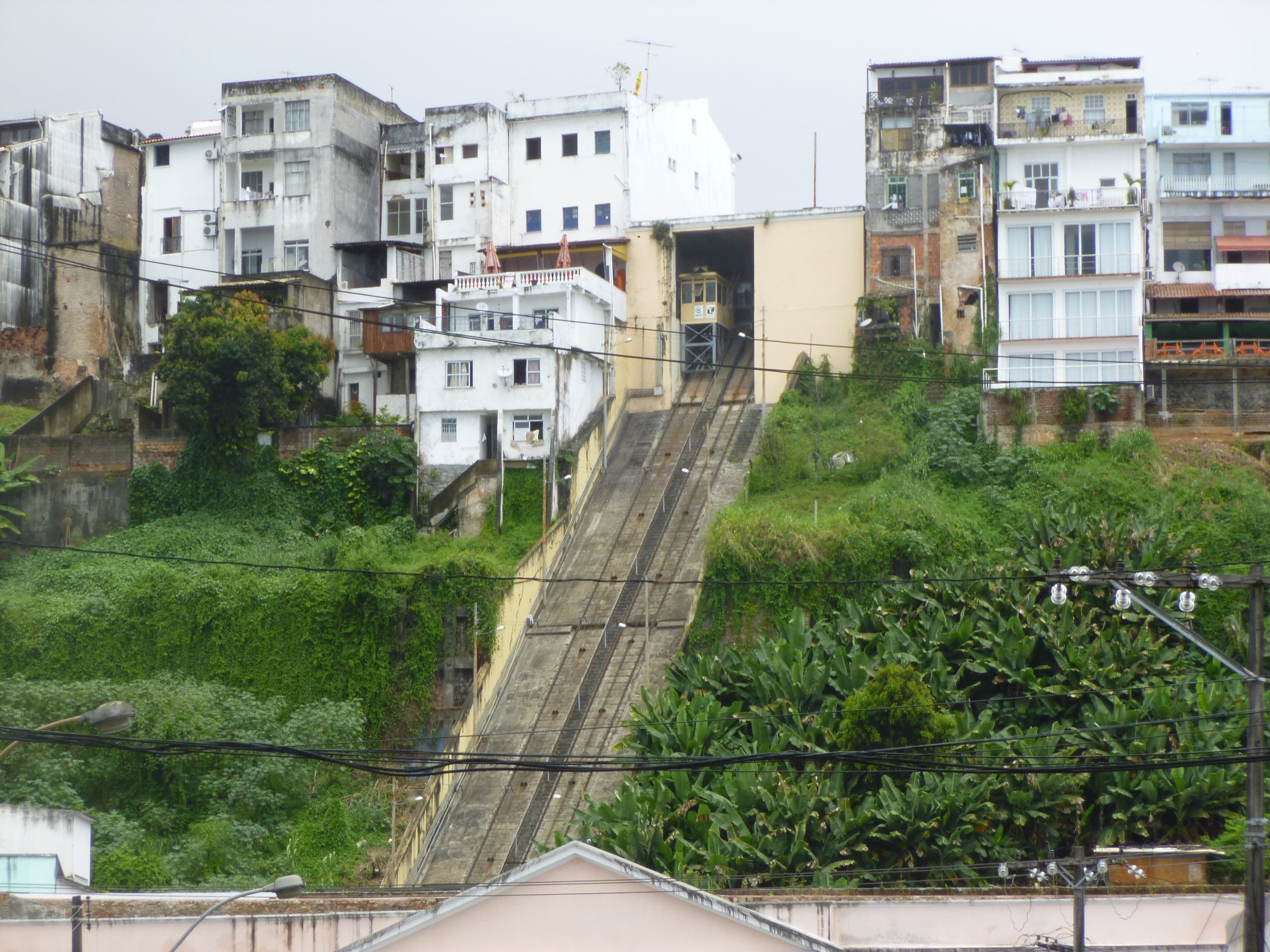
Subida do plano vista da Cidade Baixa

O Plano foi desativado no início de 2013, pois apresentava falhas na segurança. Em julho de 2014 foi publicado o edital para nova requalificação do meio de transporte. A empresa vencedora foi responsável, dentre outros reparos, pela instalação de dispositivos de segurança do equipamento, que atende cerca de 600 pessoas diariamente, como freios de emergência, sistema anticapotamento e medidor de velocidade, além da reforma e pintura dos dois bondes e da modernização do painel de controle. Em agosto de 2015, o Plano voltou a funcionar, após reforma no valor de 910 mil reais, e durante esse primeiro mês não foi cobrada a passagem.
Durante a pandemia do COVID-19, o equipamento voltou a ficar inoperante outra vez e apenas recomeçou o funcionamento em julho de 2021.